# Orangebrusttrogon
Der Orangebrusttrogon (Harpactes oreskios), Syn. Trogon oreskios; Harpactes dulitensis, ist eine Vogelart aus der Familie der Trogone (Trogonidae).
Der Vogel kommt in Südchina, Südostasien, Borneo, Sumatra und Java vor.
Der Lebensraum umfasst Wälder im Tiefland und niedriger gelegenen immergrünen Bergwald, auch sumpfige, mit Bambus bestandene und trockene Flächen, Laubwald bis 1500 m Höhe.

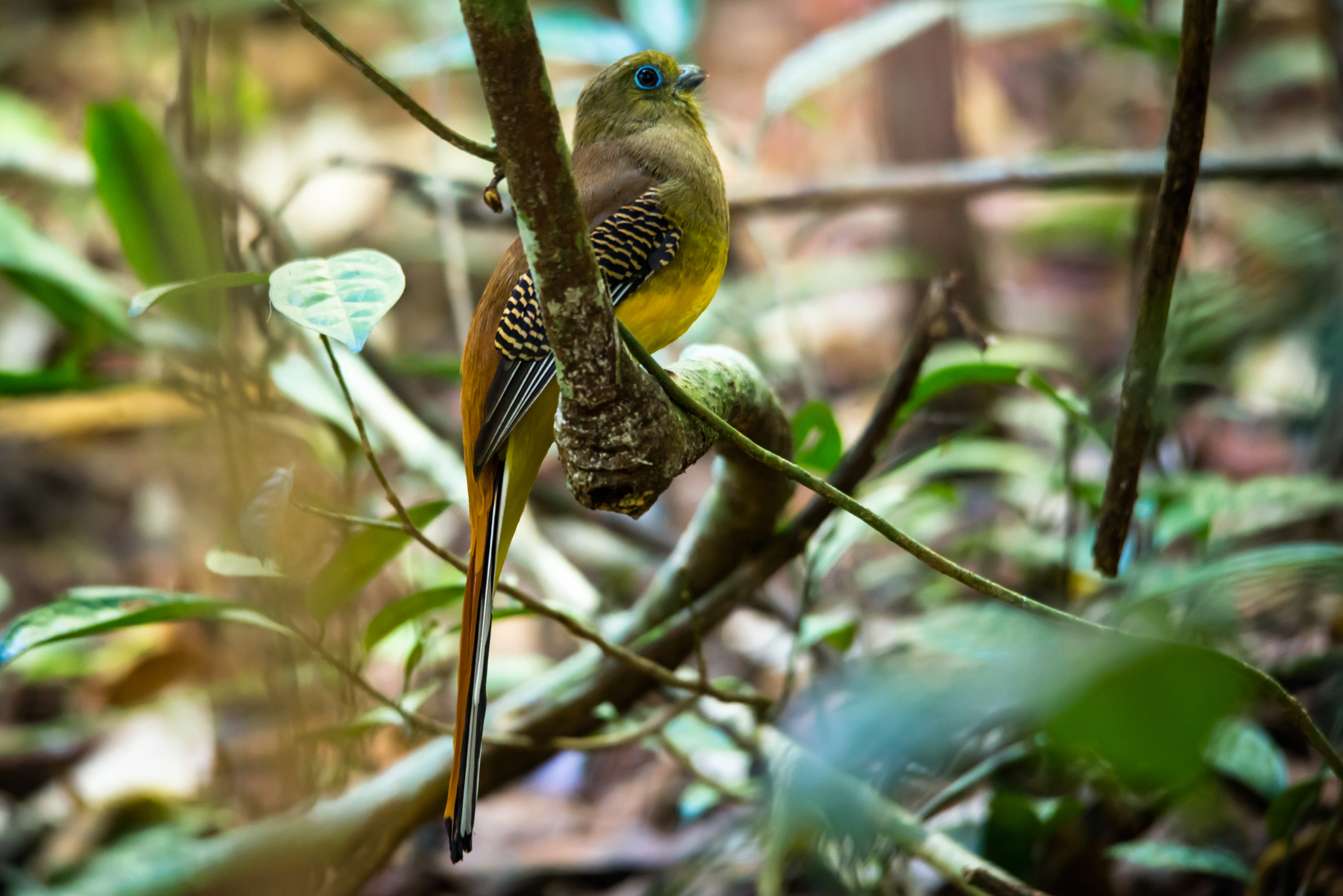
Männchen im Nationalpark Khao Yai

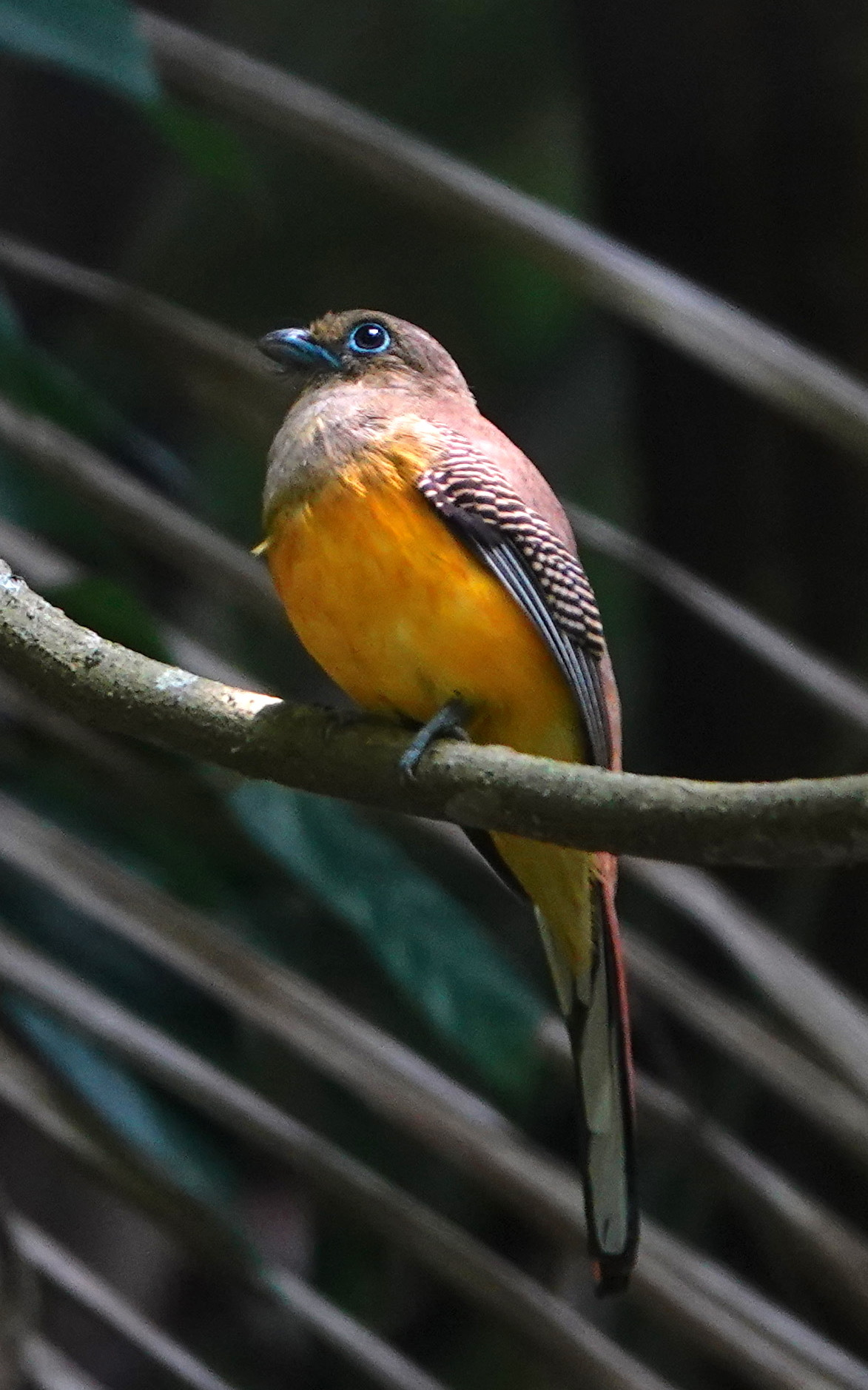
Weibchen

Der Artzusatz kommt von altgriechisch ὄρος, ὄρεος ‚Berg‘ und altgriechisch σκηνάω skēnaō, deutsch ‚wohnen‘.

## Merkmale
Die Art ist 25–31 cm groß und wiegt zwischen 49 und 57 g. Das Männchen hat einen matt oliv-grünen bis gelblichen Kopf mit kobaltblauem Augenring, der Nacken ist olivgrün.
Die Oberseite einschließlich Schwanz ist rotbraun bis kastanienbraun, am Bürzel blasser, die Flügeldecken sind schwarz mit ausgeprägter weißer Marmorierung, die schwarzen Flugfedern haben weiße Ränder, die Flügelspiegel haben deutliche breite weiße Binden. Die mittleren rotbraunen Steuerfedern tragen schwarze Endbinden, die drei äußeren sind weiß und lassen die mittleren schwarzen herausschauen, so dass der Schwanz weiß wirkt mit schwarzen Binden. Die obere Brust ist gräulichgelb, in der Mitte etwas weiß, ein schmales weißliches Band markiert den Übergang zur orangefarbenen unteren Brust, die zum Steiß hin blasser wird. Die Schwanzunterseite ist überwiegend weiß.
Beim Weibchen ist der Kopf mehr graubraun, die Oberseite blass gelbbraun, die Flügeldecken sind dunkel kastanienbraun, Kehle und Brust sind mehr grau, die Unterseite gelb ohne orangefarbene Spuren. Die Iris ist dunkelbraun, der Schnabel ist kobaltblau.
Weibliche Jungvögel sehen wie Weibchen aus, männliche haben eine warme braune Oberseite.

## Geografische Variation
Es werden folgende Unterarten anerkannt:
- H. o. stellae Deignan, 1941[7], – Yunnan und Indochinesische Halbinsel, soll an der Unterseite blasser sein, stärker marmorierte Spiegel und einen längeren Schwanz aufweisen. Mitunter wird diese Unterart als nicht unterscheidbar von H. o. Uniformis angesehen
- H. o. uniformis (Robinson, 1917)[8], – Malaysia und Sumatra, obere Brust oliv-gelb, Kopf, Kehle und obere Brust einheitlich olivgrün, hellgelbes Brustband, Weibchen an Kopf und Nacken graugrün, Kehle und Brust grau mit weißem Brustband
- H. o. oreskios (Temminck, 1823), Nominatform, – Java
- H. o. dulitensis Ogilvie-Grant, 1892[9], – Nordwesten Borneos, deutlich kleiner, Brust wesentlich grüner
- H. o. nias Meyer de Schauensee & Ripley, 1940[10], – Nias, olivgrüne Kopfkappe etwas dunkler, Schnabel größer, das Weibchen ist insbesondere auf dem Rücken dunkler

## Stimme
Der Gesang wird als Folge von 3 bis 4 schnellen und gleichbleibend hohen „tau-tau-tau“- oder „pew-pew-pew“-Lauten beschrieben, sowie als 1 bis 3 „to (to to)“-Laute. Das Weibchen singt etwas langsamer und tiefer.

## Lebensweise
Die Art ist ein Standvogel. Sie ist in mittleren bis unteren Waldetagen zu finden.
Die Nahrung besteht hauptsächlich aus Insekten wie Heuschrecken, Zikaden, Käfer, Ameisen, Gespenstschrecken, Schmetterlingsraupen, Spinnentiere, Echsen, Früchte und pflanzliches Material. Sie soll sich auch Gemischten Jagdgemeinschaften anschließen.
Die Brutzeit liegt zwischen Februar und April in Myanmar, zwischen Januar und Mär in Thailand, zwischen Januar und Mai in Malaysia auf der Insel Java kann das ganze Jahr über gebrütet werden. Das Nest wird in einem hohlem Baumstamm, seltener in totem Bambus oft dicht über dem Boden errichtet. Das Gelege besteht meist aus 2 bis 3 Eiern, die im Zwei-Tage-Rhythmus gelegt und über etwa 17 Tage bebrütet werden. Beide Elternvögel arbeiten am Nest und brüten. Der Bruterfolg wird mit nur 8 % angegeben.

## Gefährdungssituation
Der Bestand gilt als „nicht gefährdet“ (Least Concern).